# Tuyến cáp treo Zugspitze
| Tuyến cáp treo Zugspitze | Tuyến cáp treo Zugspitze                                                |
| ------------------------ | ----------------------------------------------------------------------- |
| Hình (tháng 12 2017)     |                                                                         |
| Vị trí:                  | Eibsee gần Grainau BY Đức                                               |
| Dãy núi:                 | Wettersteingebirge, Alpen                                               |
| Chiều dài:               | 4.467 m                                                                 |
| Khoảng cách độ cao:      | 1.945 m 998 m {\displaystyle \mathrm {\nearrow } } 2.943 m              |
| Trạm thung lũng:         | 47°27′24″B 10°59′32″Đ / 47,456659°B 10,992193°Đ                         |
| Trạm trên núi:           | 47°25′16″B 10°59′08″Đ / 47,421239°B 10,985577°Đ                         |
| Chuyến đi                |                                                                         |
| Thời gian:               | 10 phút                                                                 |
| Tốc độ:                  | 10,6 m/s                                                                |
| Số hành khách:           | 580 Personen/h                                                          |
| Dữ liệu                  |                                                                         |
| Sở hữu:                  | Bayerische Zugspitzbahn Bergbahn AG, Garmisch-Partenkirchen Bayern, Đức |
| Khai mạc:                | 21 tháng 12 2017                                                        |
| Liên lạc:                | zugspitze.de                                                            |

Tuyến cáp treo Zugspitze là tuyến cáp treo giữa trạm ở thung lũng của Eibsee và trạm trên núi ở đỉnh Zugspitze.  Với khoảng cách 1945 m, nó có khoảng cách lớn nhất về độ cao trong một đoạn so với các tuyến cáp treo khác trên thế giới. Hãng điều hành là Bayerische Zugspitzbahn Bergbahn AG (BZB), một công ty con của công ty xã Garmisch-Partenkirchen. Cáp treo này thay thế cáp treo Eibsee (còn được gọi là Eibseebahn), dẫn đến đỉnh hầu như trên cùng một tuyến đường cho đến ngày 2 tháng 4 năm 2017.

## Bối cảnh và tiến trình xây cất
Do khả năng vận chuyển thấp của cáp treo Eibsee cũ đôi khi dẫn đến thời gian chờ đợi lâu dài, một xây dựng mới đã được xem xét vào năm 2008. 
Việc này cuối cùng đã được quyết định vào năm 2012, với chi phí dự kiến là 30 triệu euro.
Để giảm thiểu hoạt động của cáp treo cũ càng ít càng tốt, cáp treo mới đã được lên kế hoạch được xây trệch đi một chút. 
Công việc ở thung lũng bắt đầu vào mùa thu năm 2014. Lần chạy cuối cùng của tuyến cáp treo cũ đã diễn ra như theo kế hoạch vào ngày 2 tháng 4 năm 2017.Cột thép chống đỡ có trọng lượng 420 tấn được hoàn thành vào ngày 16 tháng 7 năm 2017. Ngày 21 tháng 12 năm 2017, cáp treo mới được khánh thành.Chi phí của dự án xây dựng cuối cùng được định giá là 50 triệu euro.
Trong một cuộc diễn tập trường hợp khẩn cấp vào ngày 12 tháng 9 năm 2018, một cabin không có người ngồi đã bị hư hỏng và không ai bị thiệt hại. Cabin này được thay thế bằng một cabin mới và hoạt động trở lại vào ngày 21 tháng 12 năm 2018. 